# Резольюшен (острів, Канада)
Резольюшен (англ. Resolution Island) - острів Канадського Арктичного архіпелагу . 

## Географія

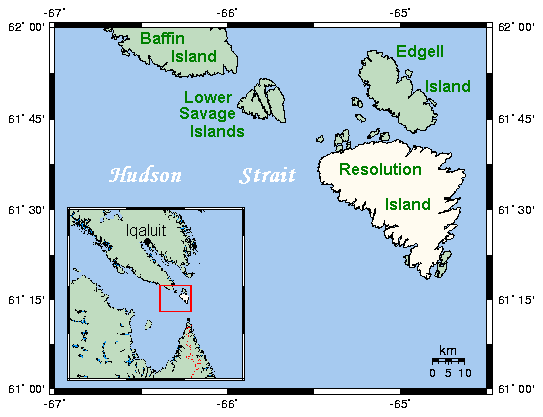
Карта острова Резольюшен

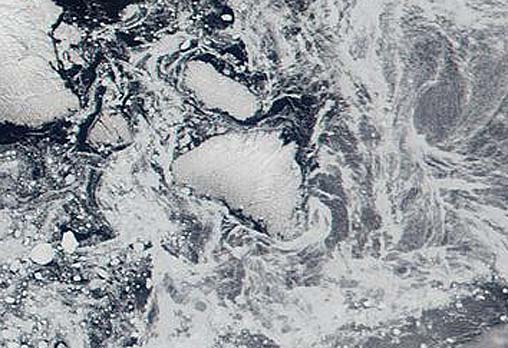
Острів Резольюшен. Космічний знімок NASA

Острів розташований в східній частині Гудзонової протоки в південно-східному кутку території Нунавут. Лежить в 36 км від півострова Мета-Інкогніта острова Баффінова Земля . Острови поділяють дві протоки: Аннаполіс (Annapolis Strait) і Габріел (Gabriel Strait), а також острова Лоуер-Савидж. Протока Грейвс (Graves Strait) шириною 3,8 км відокремлює острів Резольюшен від лежачого на північ від острова Еджелл (287 км²). На сході острів омивають води протоки Девіса .
Площа острова дорівнює 1015 км, довжина берегової лінії становить 394 км  . Довжина острова з південного сходу на північний захід уздовж узбережжя дорівнює 50 км, максимальна ширина острова в центральній його частині складає 32,3 км. Поверхня острова знижується з максимуму в 500 метрів біля північного берега до майже нульової позначки біля південного. Ландшафт суворий, горбистий, багатий дрібними озерами, особливо в північній і центральній частині. Берегова лінія сильно порізана і рясніє бухтами і затоками  .